# Deborah Shumway
Deborah Shumway va ser una ciclista estatunidenca. Va pujar al podi de la primera edició femenina del Tour de França per darrere de la seva compatriota Marianne Martin i la neerlandesa Heleen Hage.

## Palmarès
- 1984
  - 3a al Tour de França